# Кучински, Педро Пабло
Педро Пабло Кучински Годар (исп. Pedro Pablo Kuczynski Godard; род. 3 октября 1938, Лима) — перуанский политик, премьер-министр Перу в 2005—2006 годах, кандидат в президенты на выборах 2011 и президент по итогам выборов 2016 года. Прозвище — ППК (исп. PPK). Вступил в должность 28 июля 2016 года. Ушёл в отставку 21 марта 2018 года. 19 апреля 2019 года был арестован Верховным судом Перу по делу о коррупции.

## Биография
Предки Кучинских происходят из прусской провинции Позен (сегодня — Польша), однако его еврейские бабушка и дедушка позднее перебрались в Берлин, где уже и родился Макс Ханс Кучинский — отец Педро, ставший доктором медицины. В 1933 году Макс Кучинский с женой Мадлен Годар, имевшей французское происхождение, покинул нацистскую Германию, сначала перебравшись во Францию, а затем — в Перу, где получил признание в качестве врача, антрополога и специалиста по тропическим заболеваниям. По матери является двоюродным братом французского режиссёра Жана-Люка Годара.
Сам Педро Пабло Кучински родился уже в Перу. Получил среднее образование в Перу и Великобритании, окончил Оксфордский университет со степенью бакалавра по PPE (политология, философия, экономика) в 1960 году. В 1961 году получил степень магистра в Принстонском университете, а в 2017 году удостоится медали Джеймса Мэдисона от его ассоциации выпускников.
В 1969 году покинул Перу из-за угрозы со стороны левой военной хунты Хуана Веласко. Работал во Всемирном банке, Международной финансовой корпорации и компании Halco Mining, в 1980 году вернулся на родину. В 1980—1982 годах был министром энергетики и горнорудной промышленности.
В 2000 году по приглашению Алехандро Толедо стал его советником на президентских выборах. После победы Толедо Кучински дважды был министром финансов и экономики Перу (2001 — 2002 и 2004 — 2005), а в 2005 — 2006 годах был премьер-министром Перу. Работу в правительстве Кучински совмещал с занятием высоких постов в коммерческих компаниях, что навлекло на него обвинения в коррупции. После окончания президентского срока Толедо Кучински основал некоммерческую организацию Agua Limpia, которая занимается обеспечением отсталых районов страны чистой водой.

## Участие в президентских выборах
Выставил свою кандидатуру на президентских выборах 2011 года, получил на них 18,5 % голосов и занял третье место.
Через пять лет вновь участвовал в выборах. В первом туре президентских выборов 10 апреля 2016 года занял второе место с 21 % голосов. Во втором туре выборов, состоявшемся 5 июня, набрал 50,12 % голосов, опередив с небольшим преимуществом фаворита первого тура Кейко Фухимори, в результате чего был избран новым президентом Перу.

## Президентство
Вступил в должность президента 28 июля 2016 года.
Был обвинён в том, что он солгал конгрессу, чтобы скрыть свои связи с бразильской строительной компанией Odebrecht, замешанной в коррупционном скандале, который затронул значительную часть Латинской Америки.
В декабре 2017 года происходило голосование по вопросу об импичменте в отношении него, но за отстранение Кучински от должности проголосовало недостаточное количество депутатов конгресса Перу.
Затем последовало скандальное решение Кучински о помиловании Альберто Фухимори, бывшего президента Перу, приговорённого в 2009 году к 25 годам тюрьмы за допущенные в период его правления нарушения прав человека. Это вызвало волну протестов по всей стране. Помилование бывшего главы государства, как утверждают перуанские политологи, было благодарностью семье Фухимори за оказанную помощь в препятствовании импичменту.
Разразившийся скандал заставил многих членов конгресса пересмотреть подходы к импичменту и большинство из них начали заявлять, что поддержат отстранение от власти Кучински. После серии таких выступлений и несложных подсчётов возможных итогов голосования, в правительстве провели экстренное заседание, где признали свое поражение, и Кучински в марте 2018 года принял решение уйти в отставку.
Впоследствии по решению суда помилование Фухимори было отменено.

## После отставки
19 апреля 2019 года был арестован Верховным судом Перу по делу о коррупции. 28 апреля 2019 года Апелляционный суд Перу заменил меру пресечения бывшему президенту на домашний арест.